# Márcio Vieira
Márcio Vieira de Vasconcelos (* 10. Oktober 1984 in Marco de Canaveses, Portugal), oder kurz Márcio Vieira, ist ein andorranischer Fußballspieler auf der Position des Zentralen Mittelfelds und der Außenflügel. Er ist aktuell für Atlético Monzón in Spanien und in der Andorranischen Fußballnationalmannschaft aktiv.

## Karriere

### Verein
Vieira, der auch die portugiesische Staatsbürgerschaft besitzt, begann seine Fußballkarriere in der Jugend des FC Marco in seiner Geburtsstadt Marco de Canaveses. Hier gab er in der Saison 2001/02 sein Profidebüt in der drittklassigen IIª Divisão und stieg mit den Verein am Ende der Spielzeit in die Segunda Liga auf. Da er nicht zum Stamm der Mannschaft gehörte, wurde er in den folgenden Jahren zweimal an den unterklassigen Verein FC Alpendorada verliehen. In seiner letzten Saison für den Verein absolvierte er an der Seite von Vieirinha und Torwart Beto 16 Ligaspiele. Sein einziges Saisontor gelang ihn im Spiel gegen den FC Maia.
Im Juli 2006 verließ er Portugal und wechselte zum spanischen Verein SE Eivissa-Ibiza in die Tercera División. Hier wurde er 2007 balearischer Meister und qualifizierte er sich zusammen mit den Nationalspielern Sergi Moreno, Josep Gómes und Antoni Lima für die Playoffs. Er stieg mit den Verein, nach einem 4:1-Gesamtergebnis im Finale gegen den FC Andorra, in die damals drittklassige Segunda División B auf. Noch vor Beginn der neuen Saison verließ er den balearischen Verein jedoch und schloss sich den aragonischen Viertligisten CD Teruel an. Hier entwickelte sich Viera zum Leistungsträger und absolvierte 31 Pflichtspiele für den Verein. Im August 2008 wechselte er innerhalb der Liga zu Atlético Monzón und wurde in seiner Debütsaison erstmals aragonischer Meister. Im Copa del Rey ein Jahr später, scheiterte er mit der Mannschaft bereits in der ersten Runde am katalanischen Verein CE Sabadell. Auch nach den Abstieg des Vereins 2016, in die fünftklassige Divisiones Regionales, blieb er im Kader und wurde nach den Wiederaufstieg ein Jahr später zum Kapitän der Mannschaft gewählt. Aktuell steht der mittlerweile 37-Jährige Routinier im Aufgebot des Atlético Monzón und bestreitet damit bereits seine 15. Saison für den aragonischen Verein.

### Nationalmannschaft
Sein Debüt für die Andorranische Fußballnationalmannschaft gab Vieira am 12. Oktober 2005 im Rahmen der Qualifikation zur Fußball-Weltmeisterschaft 2006 gegen die Auswahl von Armenien. Er nahm an Qualifikationsspielen zur Fußball-Weltmeisterschaft (2010, 2014, 2018, 2022) und der Europameisterschaft (2008, 2012, 2016, 2020) teil, konnte jedoch bisher keine nennenswerten Erfolge erzielen. Er war Teilnehmer an der UEFA Nations League (2018/19, 2020/21) und steht auch in der aktuellen Austragung 2022/23 im Kader der andorranischen Fußballnationalmannschaft. Im Spiel gegen die Mannschaft aus Lettland am 17. November 2020 absolvierte Vieira seinen 100. Einsatz im Trikot der Nationalmannschaft. Neben Rekordspieler- und Torschütze Ildefons Lima (134) und Óscar Sonejee (106) ist Vieira erst der dritte Nationalspieler von Andorra den die Marke gelang. Seinen bisher letzten Einsatz im Trikot der Nationalelf absolvierte er am 14. Juni 2022 gegen die Mannschaft aus Moldau. In der Partie gelang ihn in der 49. Minute sein erstes Tor für die Nationalmannschaft. Am 16. Juni 2023 erzielte er im Heimspiel gegen die Schweiz (1:2) sein zweites Länderspieltor.

### Erfolge
Verein
- Tercera División: 2006/07 (Balearen), 2008/09 (Aragonien)